# Senatul Republicii Palau
Senatul Republicii Palau este camera superioară a Congresului Național al Republicii Palau (Olbiil era Kelulau). Senatul are 13 membri care îndeplinesc un mandat de patru ani în circumscripțiile cu mai multe locuri. Nu există partide politice. Cele mai recente alegeri au avut loc la 1 noiembrie 2016.

## Membrii
Constituția nu indică un număr al membrilor Senatului. La fiecare 8 ani, Congresul Național desemnează o comisie de redistribuire pentru a întocmi și recomanda o hartă districtuală pentru alocarea locurilor în conformitate cu numărul locuitorilor. Prin urmare, numărul de senatori se poate schimba cu o frecvență de 8 ani. Orice alegător poate contesta o realocare în fața Curții Supreme a Republicii Palau.
În prima legislatură din 1981, au existat 18 senatori, număr redus la 14 în 1984. În 2000, numărul a scăzut la 9, dar în 2008, numărul a crescut la 13.

## Comitete
Senatul Republicii Palau are 12 comisii permanente. Acestea sunt:
| Comitet                                                   | Președinte             | Vicepreședinte         |
| --------------------------------------------------------- | ---------------------- | ---------------------- |
| Taxe și probleme financiare                               | Mark Rudimch           | Kerai Mariur           |
| Judiciar și afaceri guvernamentale                        | Kerai Mariur           | J. Uduch Sengebai, Sr. |
| Proiecte de îmbunătățire a capitalului                    | John Skebong           | Frank Kyota            |
| Sănătate și educație                                      | Stevenson Kuartei      | Aric Nakamura          |
| Dezvoltare turistică                                      | Camsek Chin            | John Skebong           |
| Afaceri externe și probleme de stat                       | Aric Nakamura          | Stevenson Kuartei      |
| Resurse, comerț și dezvoltare                             | Frank Kyota            | Mark Rudimch           |
| Tineret și Asistență Socială                              | Regis Akitaya          | Frank Kyota            |
| Cultură și tradiții                                       | J. Uduch Sengebai, Sr. | Stevenson Kuartei      |
| Utilități publice, comunicații și dezvoltarea locuințelor | Rukebai Inabo          | John Skebong           |
| Servicii bancare și asigurări                             | Mason Whipps           | Kerai Mariur           |
| Navigație și schimbări climatice                          | Phillip Reklai         | Aric Nakamura          |

## Președinții Senatului
| Nume               | Legislatură | Perioadă                            | Note   |
| ------------------ | ----------- | ----------------------------------- | ------ |
| Kaleb Udui         | 1           | Ianuarie 1981 - Noiembrie 1984      | [ 3 ]  |
| Isidoro Rudimch    | 2           | ianuarie 1985 - octombrie 1986      |        |
| Joshua Koshiba     | 2           | octombrie 1986 - decembrie 1988     |        |
| Joshua Koshiba     | 3           | ianuarie 1989 - 1991                |        |
| Isidoro Rudimch    | 3           | 1991 - noiembrie 1992               | [ 4 ]  |
| Peter Sugiyama     | 4           | ianuarie 1993 - noiembrie 1996      | [ 4 ]  |
| Isidoro Rudimch    | 5           | februarie 1997 - 31 august 1999     | [ 5 ]  |
| Seit Andres        | 5           | septembrie 1999 - decembrie 2000    | [ 6 ]  |
| Seit Andres        | 6           | ianuarie 2001 - decembrie 2004      | [ 6 ]  |
| Surangel S. Whipps | 7           | ianuarie 2005 - aprilie 2005        | [ 7 ]  |
| Johnny Reklai      | 7           | aprilie 2005 - martie 2007          | [ 8 ]  |
| Joshua Koshiba     | 7           | 27 martie 2007 – 25 aprilie 2007    | [ 8 ]  |
| Surangel S. Whipps | 7           | 25 aprilie 2007 - 15 ianuarie 2009  | [ 7 ]  |
| Mlib Tmetuchl      | 8           | 15 ianuarie 2009 - 16 ianuarie 2013 | [ 9 ]  |
| Elias Camsek Chin  | 9           | 16 ianuarie 2013 - 19 ianuarie 2017 | [ 10 ] |
| Hokkons Baules     | 10          | 19 ianuarie 2017 -                  |        |